# Michael Hoge
Michael Hoge – niemiecki grafik 2D, twórca grafiki do gier komputerowych z serii Gothic oraz serii Risen.

## Życiorys
W 1997 roku założył wraz z kilkoma byłymi pracownikami Greenwood Entertainment firmę Piranha Bytes. Obecnie sprawuje funkcję: Lead Game Designer / Creative Director w Piranha Bytes.

## Dzieła
- 2001: Gothic - twórca grafiki
- 2003: Gothic II: Noc Kruka - game design, menadżer projektu, twórca fabuły
- 2006: Gothic III - game design, programowanie gry, producent
- 2009: Risen - szef projektu gry, producent